# Copris klugi
Copris klugi là một loài bọ cánh cứng trong họ Bọ hung (Scarabaeidae).